# توکا-سنگ‌چشم گونه‌گون
توکا-سنگ‌چشم گونه‌گون (نام علمی: Colluricincla fortis) یک گونه از پرندگان از خانواده Pachycephalidae است.
این گونه در گینه نو یافت می‌شود. زیستگاه‌های طبیعی آن جنگل‌های دشت نمناک نیمه‌گرمسیری و جنگل‌های کوهستانی نمناک نیمه‌گرمسیری یا گرمسیری است.